# The Thorn Birds
The Thorn Birds (Nederlands: De Doornvogels) is een Amerikaanse miniserie die uitgezonden werd door ABC van 27 tot en met 30 maart 1983. De hoofdrollen werden gespeeld door Richard Chamberlain, Rachel Ward, Barbara Stanwyck, Christopher Plummer, Piper Laurie, Jean Simmons, Richard Kiley, Bryan Brown, Mare Winningham en Philip Anglim. Het scenario is gebaseerd op de gelijknamige bestseller uit 1977 van Colleen McCullough.

## Verhaal
De miniserie volgt het leven van de familie Cleary van de jaren 1920 tot en met de jaren 1960. De familie verhuist van Nieuw-Zeeland naar de Australische outback om te helpen op de schapenboerderij van hun tante Mary Carson. Ook draait het om de verboden liefde tussen Meggie Cleary en de priester van de familie, Ralph de Briscassart.

## Rolverdeling
| Acteur              | Personage                                  | Opmerkingen    |
| ------------------- | ------------------------------------------ | -------------- |
| Richard Chamberlain | priester Ralph de Bricassart               | 4 afleveringen |
| Rachel Ward         | Meghan "Meggie" Cleary                     | 4 afleveringen |
| Christopher Plummer | aartsbisschop Vittorio di Contini-Verchese | 4 afleveringen |
| Bryan Brown         | Luke O'Neill                               | 4 afleveringen |
| Brett Cullen        | Bob Cleary                                 | 4 afleveringen |
| Stephanie Faracy    | Judy Sutton                                | 4 afleveringen |
| Barry Corbin        | Pete                                       | 4 afleveringen |
| John de Lancie      | Alastair MacQueen                          | 4 afleveringen |
| Barbara Stanwyck    | Mary Carson                                | 4 afleveringen |
| Jean Simmons        | Fiona "Fee" Cleary                         | 3 afleveringen |
| Piper Laurie        | Anne Mueller                               | 3 afleveringen |
| Earl Holliman       | Luddie Mueller                             | 3 afleveringen |
| Philip Anglim       | Dane O'Neill                               | 3 afleveringen |
| John Friedrich      | Frank Cleary                               | 3 afleveringen |
| Stephen W. Burns    | Jack Cleary                                | 3 afleveringen |
| Bill Morey          | Angus MacQueen                             | 3 afleveringen |
| Holly Palance       | Miss Carmichael                            | 3 afleveringen |
| Allyn Ann McLerie   | Mrs. Smith                                 | 3 afleveringen |
| Ken Howard          | Rainer Hartheim                            | 2 afleveringen |
| Richard Kiley       | Padraic "Paddy" Cleary                     | 2 afleveringen |
| Mare Winningham     | Justine "Jussy" O'Neill                    | 2 afleveringen |
| Richard Venture     | Harry Gough                                | 2 afleveringen |
| Dwier Brown         | Stuart "Stuie" Cleary                      | 2 afleveringen |
| Antoinette Bower    | Sarah MacQueen                             | 2 afleveringen |
| Chard Hayward       | Arne Swenson                               | 2 afleveringen |
| Sydney Penny        | Meggie Cleary als kind                     | 1 aflevering   |
| Vidal Peterson      | Stuie Cleary als kind                      | 1 aflevering   |
| Meg Wyllie          | Annie                                      | 1 aflevering   |
| Rance Howard        | Doc Wilson                                 | 1 aflevering   |
| Wally Dalton        | Fair Barker                                | 1 aflevering   |
| Nan Martin          | Sister Agatha                              | 1 aflevering   |
| Lucinda Dooling     | Martha                                     | 1 aflevering   |
| Aspa Nakopolou      | Phaedre                                    | 1 aflevering   |

## Afleveringen

### Deel 1
Australië 1920. Priester Ralph de Bricassart wordt van Ierland naar Nieuw-Zuid-Wales overgeplaatst omdat hij zijn gelofte van gehoorzaamheid niet nakomt. Daar ontmoet hij Mary Carson, een oude dame die heerst over Drogheda, een welvarende schapenboerderij. Zij wordt al snel smoorverliefd op de knappe priester.
Uit vrees om ooit haar landgoed te verliezen, haalt ze haar broer Paddy Cleary uit Nieuw-Zeeland met zijn hele familie naar Drogheda. Fiona, zijn vrouw, heeft vier zonen en een dochter, Meggie, aan wie ze weinig aandacht schenkt. Ralph neemt Meggies opvoeding op zich en schenkt haar grenzeloze vaderliefde, wat de matriarch, Mary, alleen maar jaloers maakt. Twee jaar later, in 1924, sterft het zesde kind van het gezin kort na zijn geboorte aan een ernstige ziekte. De dood van haar broertje brengt Meggie diep van streek, waardoor ze zich van haar hele familie terugtrekt.
Vijf jaar later, op de avond van haar 75e verjaardag in 1929, nodigt Mary de elite van de Australische society uit, waaronder Ralph, die Meggie bij deze gelegenheid weerziet. Zij is inmiddels opgegroeid tot een beeldschone jonge vrouw. Lange tijd verscheurd door zijn gevoelens, verzet Ralph zich opnieuw tegen hun wederzijdse aantrekkingskracht.
De oude vrouw, die zich terdege bewust is van zijn gevoelens voor Meggie, pleegt diezelfde nacht zelfmoord en om Ralph nog een laatste keer te kwellen laat ze een testament na waarin ze haar hele vermogen aan de Kerk schenkt. Daarmee maakt ze hem de kostwinner van de familie Cleary en een verloren priester in de ogen van het Vaticaan. Ralph voelt zich schuldig over het feit dat Meggie en haar familie onteigend is, maar ambitieus als hij is besluit hij dit testament te eerbiedigen. Al snel wordt hij naar het Vaticaan geroepen waar hem een glansrijke carrière wacht, ver van Meggie vandaan.

### Deel 2
Paddy sterft tijdens een brand op Drogheda. Stuart, Meggies jongere broer, wordt tijdens een jachtpartij in het bos op zoek naar zijn vader door een wild zwijn gedood. Ralph wordt tot bisschop gewijd in het Vaticaan.
De paus stuurt hem terug naar Australië als zijn vertegenwoordiger. Zijn terugkeer geeft de familie Cleary, die de wanhoop nabij waren, nieuwe moed. Helaas is zijn liefde voor de jonge Meggie niet gedoofd en zij houdt nog meer van hem dan ooit. Hij keert echter terug naar het Vaticaan en probeert haar zo goed mogelijk te vergeten.
Ondertussen wordt ranchknecht Luke O'Neill verliefd op Meggie en maakt hij haar het hof, vastbesloten om met haar te trouwen.

### Deel 3
Om Ralph te vergeten stemt Meggie ermee in om met Luke te trouwen. Het jonge stel vestigt zich in Queensland, waar Meggie als dienstmeisje aan de slag gaat bij rijke mensen, terwijl Luke als suikerrietkapper werkt. Om hem dichter bij haar te krijgen en hem te dwingen zich te settelen, raakt ze zwanger. Luke reageert echter slecht op het nieuws en ze bevalt in haar eentje van hun dochter Justine.
In het Vaticaan heeft Vittorio, een aartsbisschop die verantwoordelijk is voor Ralphs carrière, zijn geheim ontdekt. Hij zegt dat deze liefde Ralphs vooruitgang binnen de Kerk belemmert en stuurt hem terug naar Australië om bij Meggie te zijn, zodat hij kan kiezen.
Meggie gaat vervolgens op vakantie naar een paradijselijk eiland. Daar vindt Ralph haar en geeft hij zich uiteindelijk over aan zijn passie. Ondanks het intense geluk dat hij bij haar voelt, wil hij de Kerk niet verlaten en neemt hij afscheid van Meggie.

### Deel 4
Na haar kort moment van geluk met Ralph besluit Meggie Luke te verlaten en terug te keren naar Drogheda, waar ze met haar dochter Justine gaat wonen. Maar al snel bevalt ze van een zoontje, Dane, aan wie ze al haar liefde schenkt omdat Ralph de vader is.
Twintig jaar later, wanneer Ralph terugkeert naar Drogheda, treft hij Meggie opnieuw aan, maar hij is zich er niet van bewust dat Dane zijn zoon is. Ook Dane, die priester wil worden, is er zich niet van bewust dat de prestigieuze kardinaal de Bricassart zijn vader is.
Iedereen volgt zijn eigen lot, maar Ralph, die uiteindelijk terugkeert naar Drogheda om in Meggies armen te sterven, beseft dat hij zijn eigen lot misschien wel gemist heeft.

## Prijzen en nominaties
| Jaar | Prijs                                                             | Categorie                                                                  | Genomineerde(n)                                 | Resutaat    |
| ---- | ----------------------------------------------------------------- | -------------------------------------------------------------------------- | ----------------------------------------------- | ----------- |
| 1983 | Primetime Emmy Awards                                             | Beste miniserie                                                            | David L. Wolper, Edward Lewis en Stan Margulies | Genomineerd |
| 1983 | Primetime Emmy Awards                                             | Beste acteur in een miniserie                                              | Richard Chamberlain                             | Genomineerd |
| 1983 | Primetime Emmy Awards                                             | Beste actrice in een miniserie                                             | Barbara Stanwyck (voor "Deel 1")                | Gewonnen    |
| 1983 | Primetime Emmy Awards                                             | Beste mannelijke bijrol in een miniserie                                   | Bryan Brown                                     | Genomineerd |
| 1983 | Primetime Emmy Awards                                             | Beste mannelijke bijrol in een miniserie                                   | Richard Kiley (voor "Deel 1")                   | Genomineerd |
| 1983 | Primetime Emmy Awards                                             | Beste mannelijke bijrol in een miniserie                                   | Christopher Plummer                             | Genomineerd |
| 1983 | Primetime Emmy Awards                                             | Beste vrouwelijke bijrol in een miniserie                                  | Piper Laurie                                    | Genomineerd |
| 1983 | Primetime Emmy Awards                                             | Beste vrouwelijke bijrol in een miniserie                                  | Jean Simmons                                    | Gewonnen    |
| 1983 | Primetime Emmy Awards                                             | Beste regie voor een miniserie                                             | Daryl Duke (voor "Deel 2")                      | Genomineerd |
| 1983 | Primetime Emmy Awards                                             | Beste art direction voor een miniserie                                     | Robert MacKichan en Jerry Adams (voor "Deel 1") | Gewonnen    |
| 1983 | Primetime Emmy Awards                                             | Beste cinematografie voor een miniserie                                    | Bill Butler (voor "Deel 1")                     | Genomineerd |
| 1983 | Primetime Emmy Awards                                             | Beste kostuums voor een miniserie                                          | William Travilla                                | Genomineerd |
| 1983 | Primetime Emmy Awards                                             | Beste montage voor een miniserie                                           | Carroll Timothy O'Meara (voor "Deel 3")         | Gewonnen    |
| 1983 | Primetime Emmy Awards                                             | Beste montage voor een miniserie                                           | Robert F. Shugrue (voor "Deel 1")               | Gewonnen    |
| 1983 | Primetime Emmy Awards                                             | Beste makeup                                                               | Del Acevedo (voor "Deel 4")                     | Gewonnen    |
| 1983 | Primetime Emmy Awards                                             | Beste muzikale compositie voor een miniserie                               | Henry Mancini (voor "Deel 1")                   | Genomineerd |
| 1984 | American Cinema Editors Awards                                    | Beste montage voor een aflevering van een miniserie                        | Carroll Timothy O'Meara (voor "Deel 3")         | Genomineerd |
| 1984 | American Cinema Editors Awards                                    | Beste montage voor een aflevering van een miniserie                        | Robert F. Shugrue (voor "Deel 1")               | Gewonnen    |
| 1984 | Directors Guild of America Awards                                 | Outstanding Directorial Achievement in Movies for Television or Miniseries | Daryl Duke                                      | Genomineerd |
| 1984 | Golden Globe Awards                                               |                                                                            |                                                 |             |
| 1984 | Beste miniserie of televisiefilm                                  | Beste miniserie of televisiefilm                                           | Gewonnen                                        |             |
| 1984 | Beste acteur in een miniserie of televisiefilm                    | Richard Chamberlain                                                        | Gewonnen                                        |             |
| 1984 | Beste actrice in een miniserie of televisiefilm                   | Rachel Ward                                                                | Genomineerd                                     |             |
| 1984 | Beste mannelijke bijrol in een serie, miniserie of televisiefilm  | Bryan Brown                                                                | Genomineerd                                     |             |
| 1984 | Beste mannelijke bijrol in een serie, miniserie of televisiefilm  | Richard Kiley                                                              | Gewonnen                                        |             |
| 1984 | Beste vrouwelijke bijrol in een serie, miniserie of televisiefilm | Piper Laurie                                                               | Genomineerd                                     |             |
| 1984 | Beste vrouwelijke bijrol in een serie, miniserie of televisiefilm | Jean Simmons                                                               | Genomineerd                                     |             |
| 1984 | Beste vrouwelijke bijrol in een serie, miniserie of televisiefilm | Barbara Stanwyck                                                           | Gewonnen                                        |             |
| 1984 | People's Choice Awards                                            | Beste tv-miniserie                                                         | Beste tv-miniserie                              | Gewonnen    |
| 1984 | Young Artist Awards                                               | Beste jonge actrice in een televisiefilm                                   | Sydney Penny                                    | Gewonnen    |
| 1998 | Online Film & Television Association Awards                       | Television Hall of Fame: Productions                                       | Television Hall of Fame: Productions            | Opgenomen   |
| 2007 | TV Land Awards                                                    | Miniseries You Didn't Miss a Moment Of                                     | Miniseries You Didn't Miss a Moment Of          | Genomineerd |

## Trivia
- De serie was een groot succes, het was na Roots de tweede bestbekeken miniserie ooit op de Amerikaanse televisie.[7]
- In 1996 zond CBS een vervolg op de serie uit, genaamd The Thorn Birds: The Missing Years, waarin verteld wordt wat er gebeurd is tijdens de 19 ontbrekende jaren uit de originele serie.[7]